# Macropygia nigrirostris
O pombo-cuco-de-bico-preto (Macropygia nigrirostris) é uma espécie de ave da família Columbidae.
Pode ser encontrada nos seguintes países: Indonésia e Papua-Nova Guiné.
Os seus habitats naturais são: florestas subtropicais ou tropicais húmidas de baixa altitude e regiões subtropicais ou tropicais húmidas de alta altitude.